# Liste der Erzbischöfe von Mexiko

Wappen der Arquidiócesis Primada de México

Die folgenden Personen waren Bischöfe und Erzbischöfe von Mexiko-Stadt:
- Juan de Zumárraga, O.F.M. (1530–1548)
- Alfonso de Montufar, O.P. (1551–1572)
- Pedro de Moya y Contreras (1573–1591)
- Alonso Fernández de Bonilla (1592–1600)
- García de Santa María Mendoza y Zúñiga, O.S.H. (1600–1606)
- García Guerra, O.P. (1607–1612)
- Juan Pérez de la Serna (1613–1627) (Erzbischof von Zamora)
- Francisco de Manso Zuñiga y Sola (1627–1634)
- Francisco Verdugo Cabrera (1636–)
- Feliciano de la Vega Padilla (1639–1640)
- Juan de Mañozca y Zamora (1643–1650)
- Marcelo Lopez de Azcona (1652–1654)
- Mateo de Sagade (Lazo de) Bugueiro (1655–1664) (auch Erzbischof von Cartagena)
- Juan Alonso de Cuevas y Davaols (1664–1665)
- Marcos Ramírez de Prado y Ovando, O.F.M. (1666–1667)
- Payo Enríquez de Rivera Manrique, O.S.A. (1668–1681)
- Francisco de Aguiar y Seijas y Ulloa (1680–1698)
- Juan Ortega y Montañés (1699–1708)
- José Pérez de Lanciego Eguiluz y Mirafuentes, O.S.B. (1714–1728)
- Manuel Jos. de Hendaya y Haro (1728–1729)
- Juan Antonio de Vizarrón y Eguiarreta (1730–1747)
- Manuel José Rubio y Salinas (1748–1765)
- Francisco Antonio de Lorenzana y Butrón (1766–1771) (später Erzbischof von Toledo)
- Alonso Núñez de Haro y Peralta (1772–1800)
- Francisco Javier de Lizana y Beaumont (1802–1815)
- Pedro José de Fonte y Hernández Miravete (1815–1837)
- Manuel Posada y Garduño (1839–1846)
- José Lázaro de la Garza y Ballesteros (1850–1862)
- Pelagio Antonio de Labastida y Dávalos (1863–1891)
- Próspero María Alarcón y Sánchez de la Barquera (1891–1908)
- José Mora y del Rio (1908–1928)
- Pascual Díaz y Barreto, S.J. (1929–1936)
- Luis María Martínez y Rodríguez (1937–1956)
- Miguel Darío Kardinal Miranda y Gómez (1956–1977)
- Ernesto Kardinal Corripio y Ahumada (1977–1994)
- Norberto Kardinal Rivera Carrera (1995–2017)
- Carlos Kardinal Aguiar Retes (seit 2017)